# 李安·路斯
李安·路斯（英語：Liam Rose，1997年4月7日—），是一名澳洲職業足球員，司職中場，現效力澳職球會中岸水手。
路斯是球隊的年輕球員，是從澳洲足球學院出產的明日之星。

## 外部連結
- 中岸水手官網 球員資料 （页面存档备份，存于）
- soccerway的中岸水手資料庫 （页面存档备份，存于）